# 가부키자

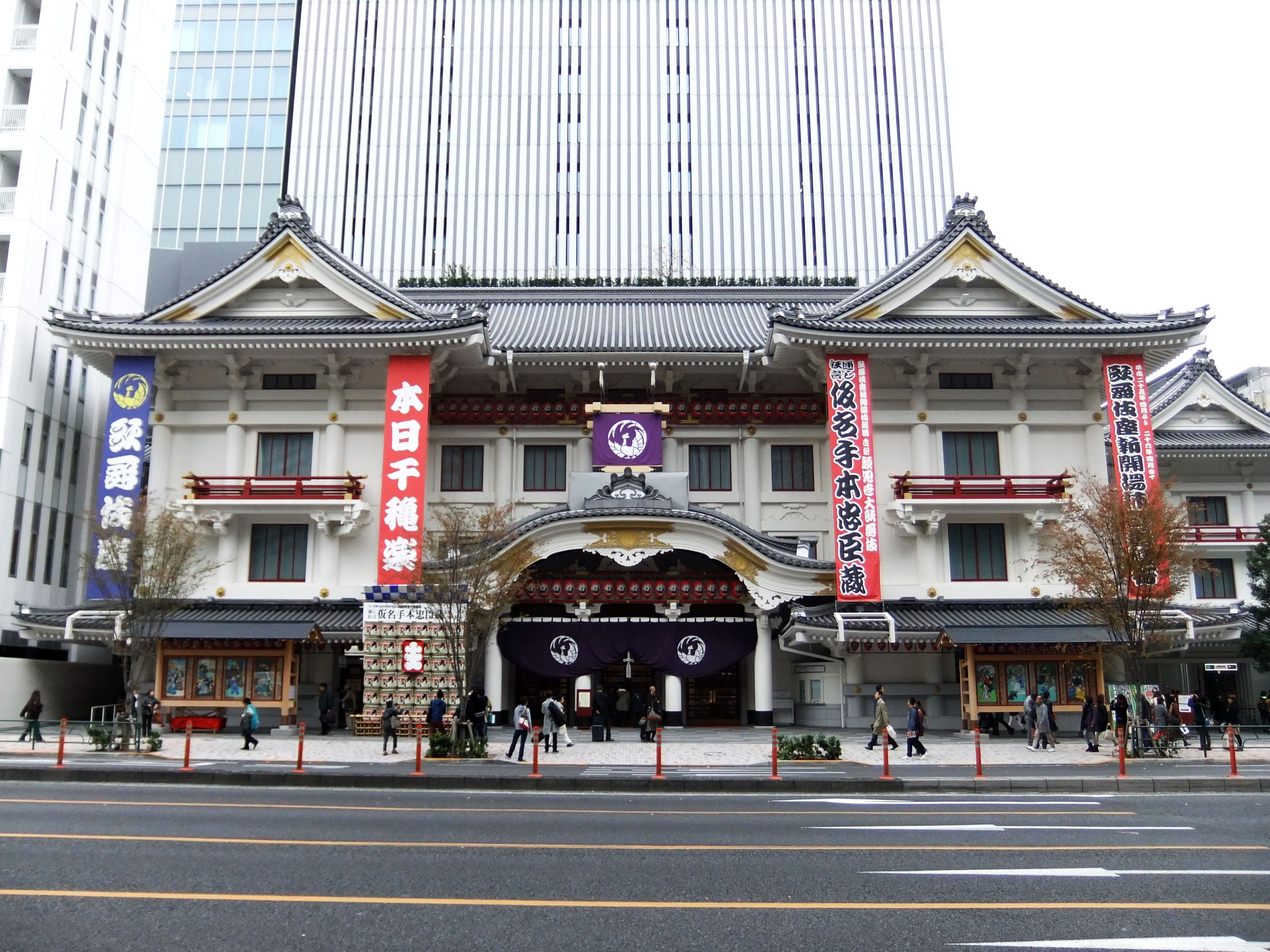

가부키자(歌舞伎座)는 일본 도쿄의 명물 가운데 하나이며 가부키 전문 공연장이다. 세 번의 화재 뒤 1951년에 현재의 모습으로 완성되었다. 가부키자는 2,000석에 가까운 객석이 마련되어 있으며, 하루에 2번 오전과 오후에 공연이 있다.